# Доростольская епархия
Доростольская епархия (болг. Доростолска епархия) — епархия Болгарской православной церкви с кафедрой в городе Силистра (старое название: Доростол) и архиерейскими наместничествами в Дулове, Карапелите и Алфатаре.

## История
Христианская проповедь пришла в римский город Дуростор не позднее конца III века. Первые известия о епископской кафедре в Дуросторе относятся ко 2-й пол. IV в.: ок. 383 года кафедру занимал еп. Авксентий, арианин.
28 февраля 1870 года султан Абдул-Азис издал фирман о создании Болгарского экзархата; 10-й пункт фирмана, разделял экзархат на 15 епархий, в числе которых была и Силистренская.
На народном соборе в 1870 года в Константинополе было решено объединить Русенскую и Силистренскую епархии в единую Доростоло-Червенскую митрополию, с кафедрой в Русе, а в 1872 году был избран правящий епископ новой епархии.
Решением пятого церковно-народного собора от 17 декабря 2001 года Доростоло-Червенская епархия была разделена на Русенскую и Доростольскую епархию.

## Епископы
Силистринская епархия
- Леонтий (ок. 1055 — упом. 1072)[1]
- Христофор (упом. 1082[2] — ок. 1085[1])
- Лев (упом. 1166—1167)[3]
- Захарий (упом. 1360)[4]
- Каллист (упом. 1438—1439)[5]
- Парфений (упом. 1564[6] — упом. 1580[7])
- Григорий (упом. май 1590[8] — июнь 1591[9])
- Иоасаф (упом. январь 1605)[8]
- Митрофан (август 1618)[8]
- Иоаким (январь 1618[9] — 1633[10])
- Мелетий (упом. 1622[9] — 1626[10])
- Антоний (август 1623 — упом. 24.09.1628[9], преизбран на 22.03.1633[10], преместен през август 1643[9] г.)
- Григорий (споменат през 1631 г.)[9]
- Паисий (избран в края на 1647 г.)[9]
- Антоний (до 16.03.1650 г.)[9]
- Макарий (избран през юли 1651[11], отстранен в 1674[12] г.)
- Дионисий (избран на 21.03.1674)[12]
- Макарий (упом. март 1677[12] — упом. октябрь 1684[13])
- Геннадий (упом. 1682[12] — упом. 1683[13])
- Парфений (упом. февраль 1687 — март 1689)[12]
- Афанасий (упом. июль 1691 — октябрь 1710)[12]
- Иерофей (в миру Иоанн Комнин[14]; избран в 1710[13], починал в Букурещ през 1719[12] г.)
- Серафим (1719—1725)[13]
- Константин (1725—1734)[13]
- Варфоломей (ноември 1734[13] — 1764[15])
- Кирилл (1764)[15]
- Парфений (июль 1764—1790)[15]
- Григорий Ι (декабрь 1790—1800)[15]
- Григорий ΙΙ (сентябрь 1800 — январь 1806)[15]
- Кирилл (январь 1806—1813)[16]
- Каллиник (апрель 1813—1821)[17]
- Анфим (март 1821 — ноябрь 1836)[17]
- Григорий (ноябрь 1836—1839/1840)[17]
- Иероним (январь 1840—1851)[17]
- Дионисий (18 ноября 1851[16] — 1867[13])
- Матфей (сентябрь 1867 — октябрь 1876)[13]

Доростоло-Червенская епархия (с кафедрой в Русе)
- Дорофей (Спасов) (1871 — 1 июля 1872) в/у, митр. Софийский
- Григорий (Немцов) (1 июля 1872 — 16 декабря 1898)
- Василий (Михайлов) (18 июля 1899 — 24 января 1927)
- Михаил (Чавдаров) (10 апреля 1927 — 8 мая 1961)
- Софроний (Стойчев) (11 марта 1962 — 19 января 1994)
- Неофит (Димитров) (3 апреля 1994 — 17 декабря 2001)

Доростольская епархия
- Неофит (Димитров) (17 декабря 2001 — 12 октября 2003) в/у, митр. Русенский
- Иларион (Цонев) (12 октября 2003 — 28 октября 2009)
- Амвросий (Парашкевов) (17 января 2010 — 18 августа 2020)
- Иаков (Дончев) (с 25 октября 2020)

Доростольско-Червенские мирополиты в Альтернативном синоде
- Софроний (Стойчев) (18 мая 1992 — июль 1992), возвратился
- Геннадий (Вылчев) (1995 — 1 октября 1998), принёс покаяние

## Монастыри
- Монастырь Вознесения Господнего (мужской, село Каменци)
- Монастырь Покрова Пресвятой Богородицы (женский, село Айдемир)